# Marina Weisband
Marina Weisband, née le 4 octobre 1987 à Kiev, est une femme politique allemande. De mai 2010 jusqu'en avril 2012, elle était la secrétaire générale du Parti pirate allemand.

## Biographie
Marina Weisband est née en Ukraine, elle vit en Allemagne depuis 1994. Lors son entrée en fonction, elle structure le parti, fixe les statuts et organise les débats en interne en développant ce qu'elle appelle le « Liquid Feedback » qui, selon elle, permet à chacun de « faire des propositions et de réagir » grâce à l'outil Internet.